# Najniższy wspólny przodek
Najniższy wspólny przodek (ang. lowest common ancestor, LCA) – najniższym wspólnym przodkiem dwóch wierzchołków d oraz e w ukorzenionym drzewie T jest taki rodzic wierzchołków d oraz e, którego poziom w drzewie T jest największy.

## Algorytm
Zdefiniujmy tablicę p:
p[i, v] – wierzchołek u leżący na ścieżce pomiędzy v i korzeniem, taki że odległość (u, v) = 2i
Jeśli taki wierzchołek nie istnieje, to p[i,v]=korzeń.
Rekurencyjnie można ją obliczyć ze wzoru {\displaystyle p[i,v]=p[i-1,p[i-1,v]]}
Za pomocą tak utworzonej tablicy możemy analogicznie do techniki wyszukiwania binarnego odnaleźć LCA dwóch wierzchołków.
Przykładowy kod w języku c++ obliczający LCA na podstawie tablicy p.
```
#include
 
<cstdio>

#include
 
<vector>

#define MAX 1000005

#define LOGN 16

using
 
namespace
 
std
;

vector
<
int
>
 
V
[
MAX
];

int
 
P
[
LOGN
][
MAX
],
 
pre
[
MAX
],
 
treeSize
[
MAX
];

bool
 
vis
[
MAX
];

int
 
n
,
 
from
,
 
to
,
 
counter
=
0
;

bool
 
children
(
int
 
u
,
 
int
 
v
)

{

        
return
 
(
pre
[
u
]
>=
pre
[
v
]
 
&&
 
pre
[
u
]
 
<
 
pre
[
v
]
+
treeSize
[
v
]);

}

int
 
lca
(
int
 
u
,
 
int
 
v
)

{

        
if
(
children
(
u
,
 
v
))
 
return
 
v
;

        
if
(
children
(
v
,
 
u
))
return
 
u
;

        
int
 
i
=
u
,
 
j
=
LOGN
-1
;

        
while
(
j
>=
0
)
 
{

                
if
(
children
(
v
,
 
P
[
j
][
i
]))

                        
j
--
;

                
else

                        
i
 
=
 
P
[
j
][
i
];

        
}

        
return
 
P
[
0
][
i
];

}

void
 
dfs
(
int
 
v
)

{

        
counter
++
;

        
pre
[
v
]
=
counter
;

        
for
(
auto
 
i
:
V
[
v
]){

                
if
(
!
vis
[
i
])
 
{

                        
P
[
0
][
i
]
=
v
;

                        
vis
[
i
]
=
true
;

                        
dfs
(
i
);

                
}

        
}

        
treeSize
[
v
]
=
counter
+
1
-
pre
[
v
];

}

int
 
main
()

{

        
scanf
(
"%d"
,
 
&
n
);

        
for
(
int
 
i
 
=
 
0
;
 
i
 
<
 
n
-1
;
 
++
i
)
 
{

                
scanf
(
"%d %d"
,
 
&
from
,
 
&
to
);

                
V
[
from
].
push_back
(
to
);

                
V
[
to
].
push_back
(
from
);

        
}

        
for
(
int
 
i
 
=
 
0
;
 
i
 
<=
 
n
;
 
i
++
)
 
{

                
pre
[
i
]
=
0
;

                
treeSize
[
i
]
=
0
;

                
vis
[
i
]
=
false
;

        
}

    
for
(
int
 
i
 
=
 
0
;
 
i
 
<
 
LOGN
;
 
i
++
)

        
for
(
int
 
j
 
=
 
0
;
 
j
 
<
 
MAX
;
 
j
++
)

            
P
[
i
][
j
]
=
0
;

        
vis
[
1
]
=
true
;

        
dfs
(
1
);

        
P
[
0
][
1
]
=
1
;

        
for
(
int
 
i
 
=
 
1
;
 
i
 
<
 
LOGN
;
 
i
++
)

                
for
(
int
 
j
 
=
 
1
;
 
j
 
<
 
MAX
;
 
j
++
)

                        
P
[
i
][
j
]
=
P
[
i
-1
][
P
[
i
-1
][
j
]];

        
printf
(
"%d
\n
"
,
lca
(
1
,
 
4
));

        
printf
(
"%d
\n
"
,
lca
(
3
,
 
5
));

        
return
 
0
;

}

```

Powyższy algorytm ma złożoność obliczeniową rzędu {\displaystyle {\mathcal {O}}(n\log(n)+k\log(n))} – gdzie {\displaystyle n} to ilość wierzchołków w drzewie, a {\displaystyle k} to ilość zapytań o najniższego wspólnego przodka. Innym sposobem obliczania dla dwóch wierzchołków drzewa ich najniższego wspólnego przodka jest algorytm Tarjana. Istnieje także algorytm opublikowany w 2000 roku o złożoności obliczeniowej {\displaystyle {\mathcal {O}}(n+k).}